# Liste de personnes assassinées en Corse
Liste non-exhaustive de personnes assassinées en Corse du XVIIIème siècle a nos jours.

## XVIIIesiècle
- Simon Fabiani (1698-1736).
- Jean-Pierre Gaffory (1704-1753), médecin et chef de «La Révolution Corse». Le 2 octobre 1753, il meurt dans une embuscade tendue par Cecco et Giovan Battista Romei dans le quartier de Saint-Pancrace à Corte.

## 1926
- Nonce Romanetti (1882-1926).

## 1981
- Louis Memmi, assassiné le 10 septembre 1981[1]

## 1982
- Daniel Ziglioli, patron de boîte de nuit, assassiné le 14 septembre 1982[2].

## 1983
- Guy Orsoni (1958), militant français nationaliste corse, frère d'Alain Orsoni.
- Pierre-Jean Massimi (1946), haut fonctionnaire, sous-préfet, secrétaire général du département de la Haute-Corse.
- Gérard Ziglioli, assassiné le 14 avril 1983[3]

## 1990
- Paul Mariani (1935) décédé le 31 Décembre 1990.

## 1996
- Dominique Rutily (1961), 35 ans. Membre du gang de la Brise de mer. Assassiné à l'aéroport de Hyères, au retour d'un match de nationale 3 Calvi-Hyères, en compagnie de Rolland Courbis qui est blessé au ventre.

## 1998
- Claude Érignac (1937), préfet de Corse, décédé le 6 Février 1998[4].

## 1999
- Marc Aguzzi (Bastia). Son père, Joseph-François Aguzzi, a été jugé en novembre 2020 pour l'assassinat de Laurent Bracconi en juillet 2015[5].

## 2000
- Jean-Michel Rossi (1956) décédé le 07 Aout 2000, nationaliste corse, parmi les fondateurs du FLNC.
- Paul Grimaldi, membre du milieu toulonnais, proche de Jean-Louis Fargette (1948-1993).
- Éric Castagne, Olivier Piazza, Thierry Giudicelli, Stéphane Martin abattus dans le cabaret « le Fanale » à Bastia.

## 2001
- Nicolas Montigny, membre d'Armata Corsa (5 septembre).
- Nicolas Giudici.
- Jean-Pierre Martelli, patron du bar La Piscine à L'Île-Rousse.
- Frédéric Noto.
- François Santoni, dirigeant du mouvement nationaliste Armata Corsa (Monacia-d'Aullène).
- Nicolas Gros, 32 ans. Militant nationaliste d'Armata Corsa, proche de François Santoni[6].
- Jean-Christophe Marcelli, 25 ans, membre d'Armata Corsa[7].
- Dominique Marcelli, 25 ans, membre d'Armata Corsa[7].

## 2002
- Pierre-François Marcelli, 43 ans (12 novembre, Bastia), patron d'Orezza Transport[8].

## 2003
- Michel Nicolai (23 janvier, Sartène)[9].

## 2006
- Robert Feliciaggi, gestionnaire de casinos en Afrique. Homme d'affaires proche de Michel Tomi.
- Jean-Jérôme Colonna, 67 ans, membre du grand banditisme corse (probable malaise au volant de son véhicule)[10].

## 2008
- Michel Bastiani-Mahjoubi, restaurateur (7 juin, Olmeta-di-Tuda)[11].
- Jean-Claude Colonna (16 juin, Pietrosella)[12].
- Richard Casanova, membre présumé du gang de la Brise de mer.
- Ange-Marie Michelosi, propriétaire du Petit Bar à Ajaccio, qui donnera son nom au gang éponyme, membre supposé du grand banditisme corse, proche de Jean-Jérôme Colonna.
- Daniel Vittini, membre présumé du gang de la Brise de mer.

## 2009
- Thierry Castola (3 janvier, Bastelicaccia)[13].
- Pierre-Marie Santucci, 52 ans, membre présumé du gang de la Brise de mer, (10 février, Vescovato)[14]
- Damien Gheraldi (14 juin, Afa)[15].
- Noël Andreani (26 juin).
- François Guazzelli, membre présumé du gang de la Brise de mer. Il est le père de Richard Guazzelli et Christophe Guazzelli, mis en examen pour le double homicide de Antoine Quilichini et Jean-Luc Codaccioni, le 5 décembre 2017 à l’aéroport de Bastia-Poretta[16].
- Francis Mariani, membre présumé du gang de la Brise de mer.

## 2010
- Antoine Nivaggioni, homme d'affaires (18 octobre, Ajaccio). Fondateur avec Yves Manunta de la SMS (Société méditerranéenne de sécurité)[17].
- Claude Peretti, 63 ans, médecin (2 décembre, Sartène)[18].

## 2011
- Jean-Baptiste Mattei et François-Antoine Mattei (février). Double homicide survenu dans le contexte de l'affrontement  entre les familles Mattei et Costa en Haute-Corse. Pour ce crime, Jean-François Federici, membre de la Bande des bergers de Venzolasca, a été condamné en 2014 à trente ans de réclusion pour les homicides volontaires avec préméditation et en bande organisée[19].
- Dominique Domarchi (21 mars, Sant'Andréa-di-Cotone)  homme politique.
- Marie-Jeanne Bozzi, sœur de Ange-Marie Michelosi (21 avril, Porticcio). Maire de Grosseto-Prugna, ancienne conseillère générale du canton de Santa-Maria-Siché[20].
- Charles-Philippe Paoli (28 juin, Folelli). Ancien militant nationaliste, Entrepreneur dans le BTP[21].
- Fabrice Vial (12 août, Bonifacio). Chef d’entreprise de La Seyne-sur-Mer (Var), PDG du Groupe Vial et des chantiers Guy Couach, classé 146e fortune de France en 2006. Assassiné sur son yacht Team VIP dans la baie de Santa Manza.
- Dimitri Bourgeaud (25 septembre, Porticcio)[22].
- Christian Leoni (28 octobre, San-Nicolao). membre supposé du gang de la Brise de mer[23].
- Jacques Paoli (4 décembre, Prunelli-di-Fiumorbo).

## 2012
- Albert Pieri (23 janvier, Brando).
- Yves Manunta (9 juillet, Ajaccio). Ancien militant nationaliste. Fondateur avec Antoine Nivaggioni, de la SMS (Société méditerranéenne de sécurité).
- Jean-Dominique Allegrini-Simonetti (16 octobre, Aregno).
- Antoine Sollacaro (16 octobre, Ajaccio), avocat[24].
- Victor Ribeiro (20 novembre, Cervione). Entrepreneur dans le BTP[21].
- Jérémy Mattioni (7 décembre, Calvi)[25]. En janvier 2024, la cour d'assises des Bouches-du-Rhône a reconnu en appel Anthony Barat coupable de l'assassinat de Jérémy Mattioni[26].
- Jacques Nacer. Commerçant, propriétaire de la boutique Ecce Uomo à Ajaccio; secrétaire général de l'ACA; Président de la CCI de Corse-du-Sud[27].

## 2013
- Jean-Luc Chiappini. Président du Parc naturel et maire de Letia (25 avril, Ajaccio)[28].
- Jean-Sebastien Gros, 32 ans. Frère de Nicolas Gros, membre d'Armata Corsa assassiné en octobre 2001 à 32 ans[29].
- Anthony Galliot (1er mars, Sainte-Lucie-de-Porto-Vecchio).
- Dominique Laorenzi (13 février, Ajaccio). Gérant de discothèque[30].
- François Masini (31 mai)[réf. souhaitée].
- Jean-Dominique Cortopossi (3 juillet, Silvareccio). Membre présumé du banditisme corse, proche du Gang du Petit Bar d'Ajaccio . Abattu avec deux autres personnes[31],[32].
- Patrice Madelaine (18 septembre, Aspretto). Promoteur immobilier et entrepreneur dans le BTP. Lié à Victor Ribeiro (assassiné le 20 novembre 2012) et Charles-Philippe Paoli (assassiné le 28 juin 2011)[33].

## 2014
- Georges Moretti, ancien militant nationaliste (14 avril, Sartène)[34].
- Jean Leccia (23 mars, Aléria). Haut fonctionnaire territorial, directeur de cabinet du président du conseil départemental de la Haute-Corse et directeur général des services de la haute-Corse[35]. Pas de poursuite après 10 ans d'investigations[36].

## 2015
- Laurent Bracconi, 36 ans (25 juillet, Bastia), gérant du bar L'Empire à Bastia[37].
- Agatino Caruso, dit Tino Tino Caruso (18 novembre, Carbuccia)[38].

## 2016
- Vincent Dorado (18 janvier, Afa). Professeur de sciences et vie de la terre du collège de Baleone[39],[40].
- Jean-Michel German, mécanicien (7 septembre, Alata).

## 2017
- Marc-Antoine Nicolai (29 mai, Ajaccio)[41].
- Karim Absi (7 juin, Cargèse)[42].
- Patrick Julien (4 novembre, Soccia), entrepreneur en bâtiment et travaux publics, conseiller municipal de la commune de Soccia[43].
- Jean-Luc Codaccioni (Poretta, Bastia), gestionnaire de casinos en Afrique, proche de Jean-Luc Germani, oncle de la chanteuse Jenifer. Et Antoine Quilichini, dit Tony le Boucher (Poretta, Bastia), proche de Jean-Luc Germani. Morts à l'aéroport de Bastia-Poretta le 5 décembre[44].

## 2018
- Arnaud Girard 35 ans, père de famille, assassiné le 8 octobre 2018, à Mola, Sartène sur le domaine Saparale. Après avoir caché son corps pendant deux mois, l'assassin Michel Cazalaz, accusé avec preuves à l'appui, a avoué le meurtre mais est mort avant son procès aux assises. Un deuxième ADN inconnu des services de police ayant participé à l'assassinat n'a pas été retrouvé [45].
- Jean Livrelli, retraité sans antécédents (août, Bastelica). tué par méprise alors qu'il se rendait à une battue aux sangliers[46]. La vrai cible aurait été Alain Lucchini, ancien nationaliste et membre du banditisme corse, dans le contexte du contrôle de la CCI de Corse-du-Sud. Quatorze personnes ont été mises en examen en septembre 2020 dans cette affaire, dont Guy Orsoni, fils d'Alain Orsoni et neveu de Guy Orsoni[47].
- Ange Petrucci, 45 ans, un proche supposé du Gang de la Brise de mer, (8 novembre, Casalta)[48]
- Faycal Abakoui, 35 ans, entrepreneur, (8 novembre, Propriano)[48]
- Franck Albertini, 35 ans (25 novembre, Bastia). Gérant de station-service[49].
- Pierre-Marie Guidoni, 75 ans (1er décembre, Moltifao).

## 2019
- Humbert Danti, 36 ans (15 janvier, Sartène). Restaurateur[50].
- Julie Douib, 35 ans, feminicide (3 mars, L'Île-Rousse)[51].
- Antoine Francisci, 22 ans (13 mai, Pietralba)[52]. Sept personnes ont été interpellées dans cette affaire en juin 2020[53].
- Nicolas Kedroff, 27 ans (22 mai, Porticcio)[54].
- Icham Saffour, (Furiani) dit Michel Saffour, 47 ans, entrepreneur-promoteur. Fut lié à François Guazzelli , membre présumé du gang de la Brise de mer, assassiné en 2009.
- Maxime Susini, 36 ans, Militant nationaliste[55].

## 2020
- Jacques Baranovsky, directeur des Sports d'Ajaccio, chef de secteur à Mezzavia, inconnu des services de police. Tué à la terrasse de la brasserie l’Aktuel, en périphérie d’Ajaccio (7 juin, Mezzavia)[56]. La vrai cible aurait été François-Xavier Salini-Ricci, blessé au cours de l'attaque et tué au cours de son arrestation à Grosseto-Prugna (Corse-du-Sud) le 9 février 2021[57].
- Alexandre Giacopelli, membre supposé du banditisme corse (18 juin, Ajaccio)[58],[59]. Au cours de l'enquête, un suspect, François-Xavier Salini-Ricci, est mort le 9 février 2021 lors de son arrestation au Col Saint-Georges à Grosseto-Prugna (Corse-du-Sud).
- Yves Petit, retraité[60].
- Jean-Antoine Carboni (dit Tony Carboni), 36 ans (12 août 2020, Ota). Pompier, fils de Louis Carboni et demi-frère de Mickaël Carboni, membres présumés du banditisme corse[61]. Son père Louis Carboni a été interpellé armé avec cagoule et gilet pare-balle dans une voiture immatriculé en Russie à Ajaccio le 17 novembre 2020[62]. Une autre  tentative avortée de vengeance aurait été organisé par Yassine Akhazzane de Propriano[63].
- Damien Barchilon, 33 ans (13 septembre 2020, Centuri). Gérant de discothèque à Macinaggio[64]. Le 14 mars 2024, 2 personnes ont été mis en examen dans cette affaire par le JIRS de Marseille[65].
- Arnaud Girard. 8 octobre 2018, Sartène[45].
- Stéphane Leca, ancien militant nationaliste (FLNC des anonymes)[66].

## 2021
- Salah Klai, ouvrier agricole, 31 janvier 2021[67].
- Un éleveur et policier à la retraite, 19 février 2021, Valle-di-Mezzana (Corse-du-Sud)[68].
- Gilles Saoli, 21 février 2021, Ajaccio (Corse-du-Sud)[69].
- Un ouvrier agricole, 24 février 2021, Carbuccia (Corse-du-Sud). Il avait été mis en examen en septembre 2020 pour association de malfaiteurs en vue de commettre un crime d’homicide volontaire avec préméditation en bande organisée dans le cadre de l'enquête sur l'assassinat de Jean Livrelli à Bastelica (Corse-du-Sud) en septembre 2020[70].
- Christophe Catta, septembre 2021 à Lucciana[71].
- Jean-Antoine Marcelli, 8 novembre 2011, Pietralba. Mis en cause dans une tentative d'homicide de Soufiane Dian le 1er novembre 2017 à Folelli, il avait été acquitté en février 2021 par la cour d’assises de Bastia[72],[73].

## 2022
- Jean-Christophe Mocchi, 24 juin 2022, Propriano. Chef d’entreprise (Gedimat, Sartène), âgé de 56 ans, juge au tribunal de commerce d’Ajaccio. Fils de Emile Mocchi, maire RPR de Propriano de 1971 à 2001, entrepreneur BTP dans le golfe de Valinco[74].
- Jean-François Servetto, 21 septembre 2022, Poggio Mezzana. Condamné pour association de malfaiteurs[75].
- Jean-Louis Andreani, 25 octobre 2022, Vescovato. Mécanicien, victime d’une tentative d’assassinat en 2018. Oncle de Christophe Andreani, impliqué dans l'assassinat à l'aéroport de Bastia-Poretta de Antoine Quilichini et Jean-Luc Codaccioni en 2018[76],[77].

## 2023
- Fabrice Chiappe, 38 ans, le 24 juillet 2023 à Ajaccio; proche du clan d’Ange-Marie Michelosi et du gang du Petit Bar[78].
- David Taddei, 48 ans, le 1er août 2023; proche de Guy Orsoni. Condamné en 2020 par la cour d’appel de Bastia à 8 ans de prison pour association de malfaiteurs[79].
- Antoine CANTARA, 42 ans, le 17 août 2023 à Porto vecchio. Condamné à de multiples reprises, il était batelier sur le port de Bonifacio.
- Paul-Félix Paoli, 50 ans, le 23 août 2023 à Poggio-Mezzana; gérant de l'établissement de nuit "La Caravelle"[80].
- David Costa-Dolesi, 41 ans, le 17 octobre 2023 à Bastia; condamné  en 2015 pour association de malfaiteurs[81].
- Eric Andraud, 62 ans, 19 décembre 2023 à Pietrosella. Patron de la société Isulella Piscine & Spa. Quelques heures après les faits, Jean-Romain Morazzani et Jérôme Quilichini ont été mis en examen pour "assassinat en bande organisée" et "destruction d’un bien par un moyen dangereux"[82].

## 2024
- Pierre-Louis Giorgi 33 ans(1991-2024) 24 décembre

## 2025
- Pierre Alessandri, agriculteur, 50 ans, le 17 mars 2025 à Sarrola-Carcopino; ancien secrétaire général du syndicat agricole Via Campagnola[84].
- Robert Moracchini, 65 ans, membre présumé du gang de la Brise de mer, le 29 mars 2025 à Bastia[85].
- Martial Bounour, 44 ans, fiché au banditisme, le 8 avril 2025 à Venzolasca[86].